# Горобець сіроголовий
Горобець сіроголовий (Passer griseus) — вид горобцеподібних птахів родини горобцевих (Passeridae).

## Поширення
Вид поширений в Африці південніше Сахари. Трапляється в широкому діапазоні відкритих середовищ існування, включаючи відкриті ліси та людські поселення, часто займаючи ту саму нішу, що і хатній горобець в Євразії.

## Опис
Дрібний птах, завдовжки 15 см, вагою 24-33 г. У нього блідо-сіра голова з білою смугою вусів, блідо-коричнева верхня частина тіла, біляста нижня частина та каштанові крила з невеликими білими плямами на плечах.